# Aleksej Pokuševski
Aleksej Pokuševski, serbiska: Алексеј Покушевски, född 26 december 2001 i Belgrad i Republiken Serbien i Förbundsrepubliken Jugoslavien (idag Serbien), är en serbisk professionell basketspelare (PF/SF) som spelar för Charlotte Hornets i National Basketball Association (NBA). Han har tidigare spelat för Oklahoma City Thunder.
Han draftades av Minnesota Timberwolves i första rundan i 2020 års draft som 17:e spelare totalt.